# Borderea chouardii
Borderea chouardii és una planta rupícola en perill crític d'extinció,
ja que la seva població natural es localitza en un petit tram del congost dret de la Noguera Ribagorçana als entorns del pantà d'Escales (municipi de Sopeira a la Ribagorça aragonesa)
Es tracta d'un geòfit que prolifera en les parets calcàries verticals o inclinades. Les fulles amb llargs pecíols i nervadura palmada tenen forma de cor. És una planta dioica, les flors masculines s'agrupen en raïms i les femenines són solitàries amb tres tèpals. La seva pol·linització i disseminació de les llavors es produeix, principalment, per formigues, que se senten atretes per l'eleosoma lipídic. El fruit és una càpsula trígona que genera un màxim de sis llavors.
S'han endegat accions per minimitzar-ne les amenaces (destrucció de l'hàbitat) mirant de limitar les activitats d'escalada a la zona i tenint en compte la possible ampliació de l'autovia Lleida-Viella, així com infructuoses activitats de cultiu experimental per a una hipotètica introducció als seu hàbitat original/potencial. El govern d'Aragó ha establert mesures legals de protecció específiques.